# Champeaux (Manche)
Champeaux település Franciaországban, Manche megyében. Lakosainak száma 341 fő (2022. január 1.). Champeaux Jullouville, Dragey-Ronthon, Saint-Jean-le-Thomas és Carolles községekkel határos.

## Népesség
A település népességének változása:
| Lakosok száma | 314  | 324  | 330  | 382  | 355  | 361  | 360  | 351  | 347  | 341  |
|               | 1968 | 1982 | 1990 | 2006 | 2013 | 2015 | 2017 | 2019 | 2020 | 2022 |